# Xeración dos 80
Xeración dos 80 és una generació de poetes gallecs sorgida amb la democràcia. Se la denomina "dels vuitanta" perquè els nous autors van publicar els primers poemaris entorn d'aquests anys, tot i que alguns es formaren en els anys immediatament anteriors.
La crítica destaca, entre d'altres, Román Raña Lama, Xavier Rodríguez Baixeras, Darío Xohán Cabana, Xosé María Álvarez Cáccamo, Claudio Rodríguez Fer, Miguel-Anxo Fernán-Vello, Ramiro Fonte, Manuel Forcadela, Luis González Tosar, Pilar Pallarés, Manuel Rivas i Xulio López Valcárcel. Aquesta ambiciosa promoció va trencar amb el realisme social i potencià la renovació del llenguatge, el rigor en la construcció formal i una nova amplitud de la dimensió universalista de la poesia gallega (culturalisme, intertextualitat...).